# Chiesa di San Giovanni in Valle
La chiesa di San Giovanni in Valle è un luogo di culto cattolico situato nell'omonima via di Verona. Una delle più antiche chiese di Verona, sorse sul luogo di una necropoli pagana e di un tempio romano. Poco o nulla si conosce dell'edificio primitivo, tuttavia alcuni elementi, quali la sua collocazione nell'area in cui sorgeva il castrum di Teodorico il Grande (nel vallo del castello, da cui il nome), suggeriscono che in principio potesse essere la cattedrale ariana di Verona, in contrapposizione con la cattolica chiesa di Santo Stefano. In ogni caso di questa prima chiesa rimane solo parte dell'attuale cripta, in quanto il resto dell'edificio fu gravemente danneggiato dal terremoto che colpì Verona nel 1117. Già nel 1120 incominciò la ricostruzione di quello che sarà poi l'attuale edificio in stile romanico, mentre nel 1164 si ebbe la sua consacrazione per mano del vescovo di Verona Ognibene. Durante il Medioevo vi risiedeva anche una collegiata di chierici. Nel 1300 si decise di ampliare l'aula dell'edificio allungando la navata di una campata, il preesistente nartece venne quindi inglobato nella chiesa e la facciata ricostruita ex novo. Nel corso dei secoli successivi l'edificio non subì altre rilevanti trasformazioni, tuttavia venne profondamente danneggiato durante un bombardamento della seconda guerra mondiale; al termine del conflitto, quindi, fu interessato da un profondo restauro.
L'edificio chiesastico, che è uno dei capolavori del romanico maturo veronese, è caratterizzato da una pianta basilicale suddivisa in tre navate dall'alternarsi di pilastri e colonne, mentre lo sviluppo verticale si ha su tre livelli: un presbiterio rialzato, l'aula e la cripta inferiore. Di notevole pregio gli eleganti capitelli scolpiti posti a coronamento delle colonne. Le pareti, una volta interamente affrescate, oggi presentano solo alcuni lacerti di pitture rovinate dal tempo e dall'umidità. Nella cripta, accanto all'altare maggiore, sono custoditi due sarcofaghi di grande valore: uno risalente al IV secolo presenta una scultura a bassorilievo su tre lati a due ordini sovrapposti con narrate storie dei Vecchio e Nuovo Testamento e in cui la tradizione vuole siano collocate le reliquie degli apostoli Simone il Cananeo e Giuda Taddeo; l'altro, più antico (II o III secolo), è un sarcofago strigilato di epoca pagana con raffigurati al centro due coniugi in una conchiglia sovrastanti una scena rurale e con ai lati due figure di filosofi trasformate successivamente in santi cristiani.
Il complesso è completato da un campanile, romanico per la parte inferiore e rinascimentale per quella superiore, da un chiostro di cui rimane una sola ala, e dalla canonica che una volta era la sede della collegiata e che oggi è uno degli edifici civili più antichi che si possono trovare in città.

## Storia

### Origini
I ritrovamenti in zona di urne funerarie in terracotta dimostrano che la chiesa di San Giovanni in Valle sorge nell'area in cui un tempo si trovava una necropoli pagana e forse anche un piccolo tempio romano dedicato al Dio Sole. Non si hanno notizie precise, né documentali né archeologiche, che permettano di sapere quando la prima chiesa dedicata a Giovanni Battista venne costruita: secondo lo storico Grancelli ciò avvenne in epoca paleocristiana, probabilmente intorno all'inizio del IV secolo, quando vennero realizzate anche quella di Santo Stefano e quella di San Pietro in Castello (oggi non più esistente); lo storico Guido Barbetta, invece, ritiene che tale datazione debba essere ritardata di qualche decennio, verso la fine del secolo. Sussistono tuttavia dubbi su entrambe queste teorie a causa dell'assenza di prove inconfutabili.
Per il fatto che essa sorge non distante dal castrum fatto erigere da Teodorico il Grande e utilizzato successivamente anche dai Longobardi, molti ritengono che questa potesse essere una cattedrale ariana, in contrapposizione con la già menzionata chiesa di Santo Stefano che potrebbe essere stata quella cattolica. Inoltre, i Longobardi ariani erano molto devoti a San Giovanni e all'epoca dello scisma dei tre capitoli (tra il VI e il VII secolo) a Verona vi era una forte presenza dell'eresia ariana e dunque è molto probabile che vi fosse una cattedrale dedicata al loro credo.

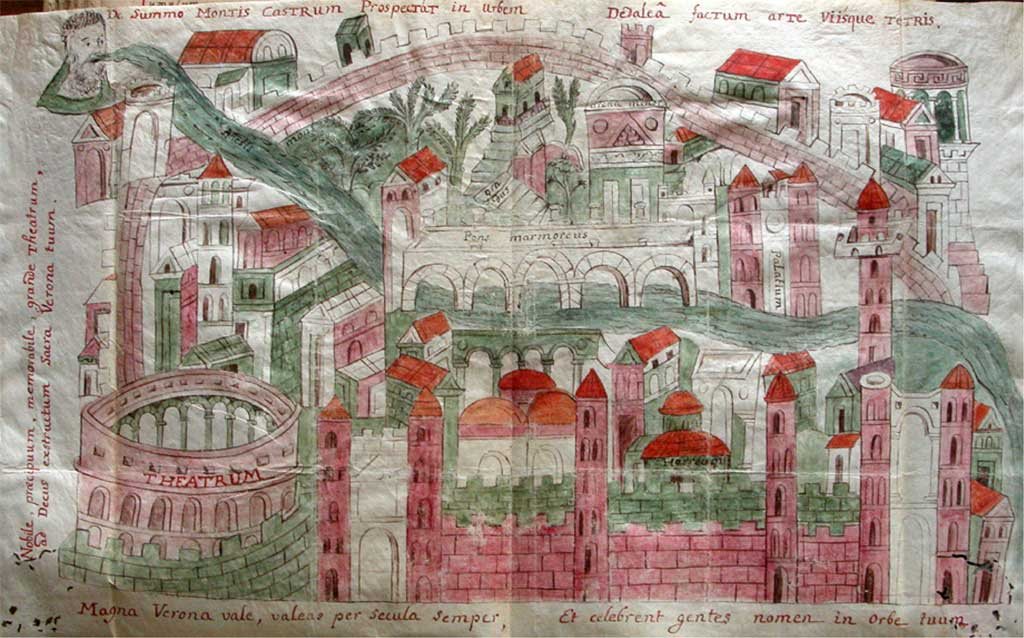
Iconografia rateriana, metà del X secolo, la più antica rappresentazione della città di Verona. Si può notare la chiesa di San Giovanni in Valle in alto a destra

Stando a questa supposizione, a seguito della conversione dei Longobardi al cattolicesimo avvenuta alla fine del VII secolo, la chiesa di San Giovanni dovette essere consacrata all'ortodossia cristiana, come è dimostrato dalla sua menzione nel celebre Versus de Verona, un poemetto che descrive Verona e le sue chiesa nell'Alto Medioevo. Un'ulteriore conferma ci viene da un documento del vescovo Rotaldo risalente all'813, al tempo del regno di Pipino d'Italia, in cui si attesta che San Giovanni fosse una pieve cristiana dotata di fonte battesimale. Sempre il vescovo Rotaldo il 13 giugno 820 ricevette un privilegio da parte dell'imperatore Ludovico il Pio, in cui la chiesa di San Giovanni in Valle veniva definita come un semplice oratorium, dimostrando che aveva perduto la sua importanza.

### Dalla ricostruzione in stile romanico a oggi
In ogni caso questa primitiva chiesa andò in gran parte distrutta a seguito del devastante terremoto del 1117; si salvò, presumibilmente, solo una parte della cripta, tutt'oggi esistente, e più precisamente la parte anteriore sorretta da colonne oltre che agli absidi. La ricostruzione ebbe inizio nel 1120, a soli tre anni dal terremoto, andando a realizzare quello che diverrà poi l'attuale edificio che venne consacrato nel 1164 dal vescovo di Verona Ognibene. Riguardo allo stile architettonico dell'edificio ricostruito, lo storico dell'architettura Wart Arslan ebbe a dire che "con San Giovanni in Valle l'architettura romanica veronese mostra di aver ormai elaborato un tipo che sarà costante della sua maturità più eletta".

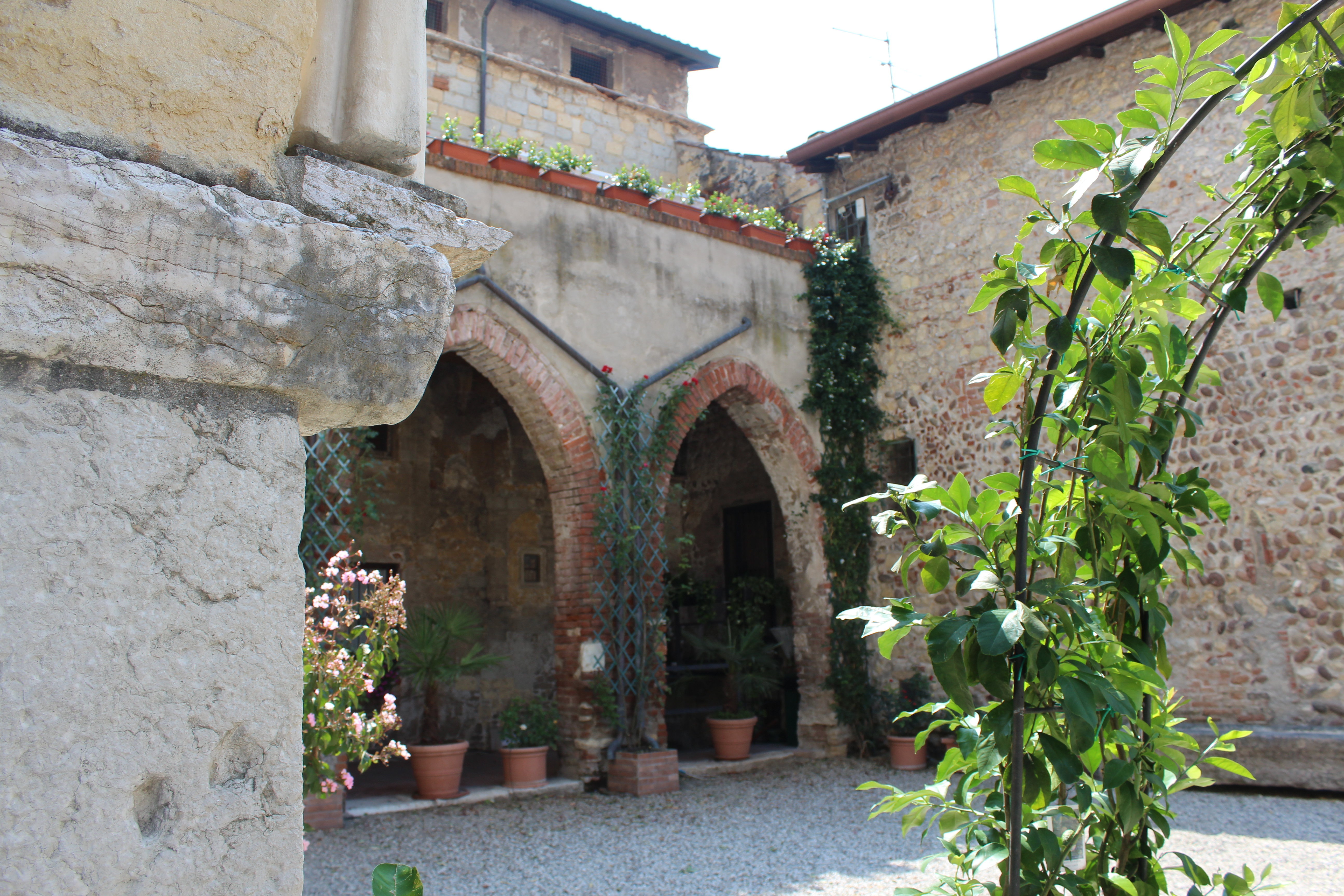
La canonica, che un tempo ospitava la collegiata che qui risiedeva, è oggi uno degli edifici civili più antichi di Verona (il porticato gotico venne aggiunto successivamente)

A partire dal 1205 circa divenne parrocchia e incominciò a servire come ricovero per pellegrini, di cui abbiamo una prima menzione al 1069. Nonostante fosse dipendente dai canonici della cattedrale possedeva terre nei monasteri di San Nazaro e Celso e San Paolo. Con un documento del 10 febbraio 1114 tale Bonvicino, presbitero della chiesa, riceveva in locazione una casa e alcuni campi da utilizzarsi per l'ospizio. Nel 1189 il vescovo Adelardo Cattaneo concesse un'indulgenza di quaranta giorni a chiunque si fosse accollato le spese per la manutenzione del complesso.
Quando, nel 1204, San Giovanni era una pieve con fonte battesimale, con diritto di decima e alla chiesa era associata una collegiata di chierici, ebbe inizio un lungo contenzioso con il capitolo della cattedrale. Era allora usanza che una volta che i chierici eleggevano il proprio archipresbyter, questi doveva presentarsi alla cattedrale; tuttavia, eletto un tale Agostino, decisero di rifiutare tale pratica. La controversia fu tanto severa che dovette intervenire papa Innocenzo III. Per arrivare alla sentenza, peraltro a favore dei canonici, si dovette aspettare 16 anni. In un successivo atto di locazione del 1292 viene ribadito che chierici e preti di San Giovanni facevano vita comune mangiando alla stessa mensa. Nel 1392 la chiesa viene detta “monisterio” per via della “sembianza di vita monastica” che qui si conduceva.

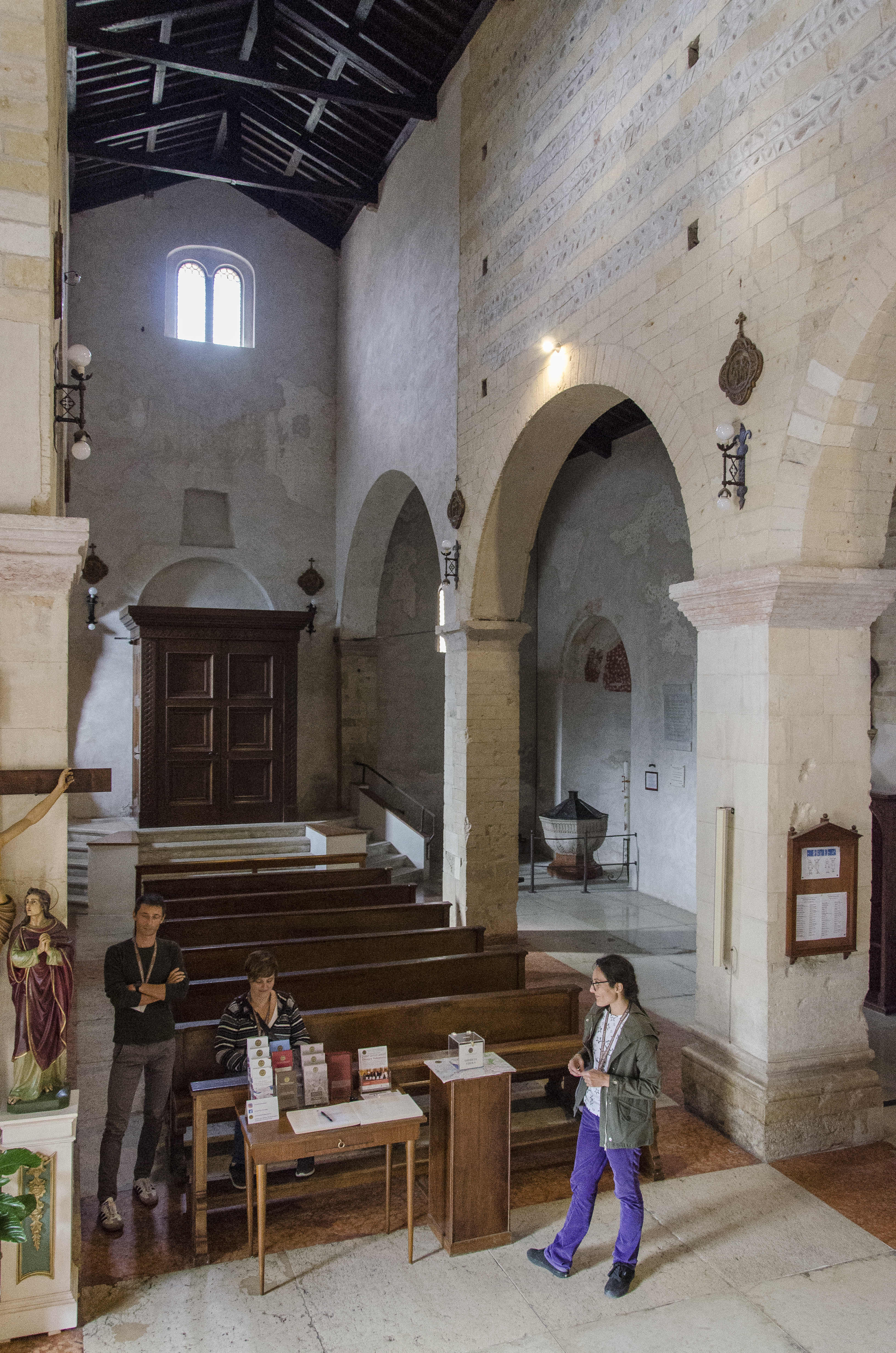
All'interno della chiesa si può facilmente accorgersi come nel 1300 sia stata aggiunta una campata per ampliare l'aula, grazie al diverso trattamento della superficie: la parte aggiunta è intonacata mentre quella più antica, del XII secolo, è con pietra a vista

Nel 1300 venne rifatta la facciata romanica, arretrandola rispetto alla precedente al fine di aumentare la capienza della chiesa allungando la navata di circa una campata e andando a inglobare il nartece. Nel 1395 vennero ritrovati quelli che si ritennero essere i corpi dei Santi Simone e Giuda e il 13 aprile dello stesso anno si procedette a feste solenni con la consacrazione di un altare a loro dedicato.
Tra la metà del XVIII secolo e i primi decenni del XX la chiesa mutò più volte ruolo nella diocesi di Verona. Infatti nel 1756, grazie alla costituzione Regis pacifici vices di papa Benedetto XIV, San Giovanni in Valle venne affrancata dall'autorità dei canonici della cattedrale per essere sottoposta direttamente a quella del vescovo. Il 18 dicembre del 1807 cessò momentaneamente di essere parrocchia per divenire sussidiaria di Santa Maria in Organo; tuttavia nel 1919 tornò a esserlo, una lapide posta nella parte di sinistra nei pressi dell'ingresso ricorda tale circostanza.
Durante un bombardamento della seconda guerra mondiale, avvenuto nella notte del 10 ottobre 1944, la chiesa di San Giovanni in Valle venne colpita e seriamente danneggiata. Si registrarono anche alcuni morti e feriti tra la popolazione che si trovava nella cripta, allora utilizzata come rifugio antiaereo. Terminato il conflitto venne prontamente restaurata: si approfittò dell'occasione anche per ripristinare le piccole finestre in stile romanico e per togliere le più ampie finestre risalenti al XVII secolo, e il 10 ottobre 1945 il vescovo Girolamo Cardinale poté riconsacrare l'altare maggiore.

## Descrizione

### Esterno
La chiesa di San Giovanni in Valle sorge nella parte orientale della città di Verona, sulla riva dell'Adige opposta a quella su cui si trova il centro antico. Forse venne costruita all'interno del vallum del castello di Teodorico il Grande, da cui il nome "in Valle". L'edificio risale alla prima metà del XIII secolo mentre la facciata venne ricostruita nel 1300 a seguito della decisione di ampliare l'interno. Esempio di tipica architettura romanica veronese, l'edificio è collocato con il consueto, al tempo, orientamento occidente-oriente. Oltre alla facciata, di notevole interesse sono le absidi e in particolare l'absidiola a nord (di sinistra), mentre i muri laterali non presentano elementi di particolare rilievo. Completano il complesso un antico chiostro, di cui rimangono solo alcuni resti, un campanile costruito in diverse fasi e la canonica.

#### Facciata

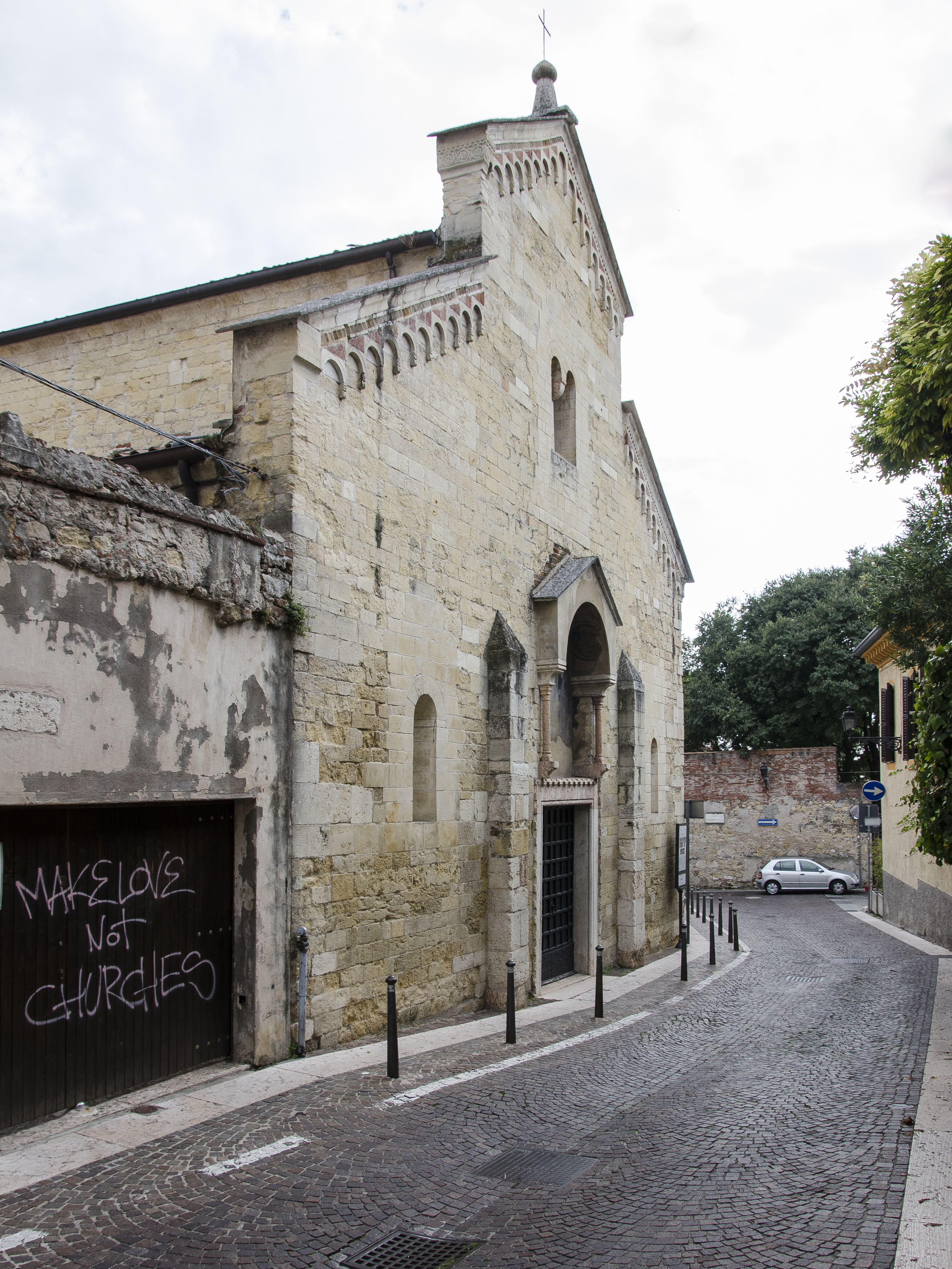
Facciata della chiesa

A occidente, la chiesa di San Giovanni in Valle presenta una semplice facciata tripartita a salienti, realizzata in conci di media grandezza in tufo che, nella parte più alta, si alternano a blocchi di biancone, un tipico esempio di stile romanico veronese che ricorda le facciate della pieve di San Floriano (in Valpolicella), della chiesa di San Severo (a Bardolino) e dell'abbazia di San Pietro in Villanova (San Bonifacio).
Al centro si apre il portale di accesso, racchiuso in una cornice gotica di marmo rosso a dadi, sormontato da un piccolo protiro pensile poggiante su due colonnine. La lunetta sottesa al protiro conserva resti di un affresco, raffigurante una Madonna seduta in trono con un Gesù bambino sulle ginocchia attribuito a Stefano da Verona. Accanto alla Madonna vi sono rappresentanti, inoltre, a destra un San Bartolomeo con in mano un libro e a sinistra un Sant'Antonio Abate. La composizione è completata da tre medaglioni divisi da un fregio, dipinti sull'intradosso del protiro, al cui interno vi sono le figure di San Giovani Batista, dell'Agnello Pasquale e del Profeta Isaia, tutti molto probabilmente realizzati dallo stesso autore della lunetta.

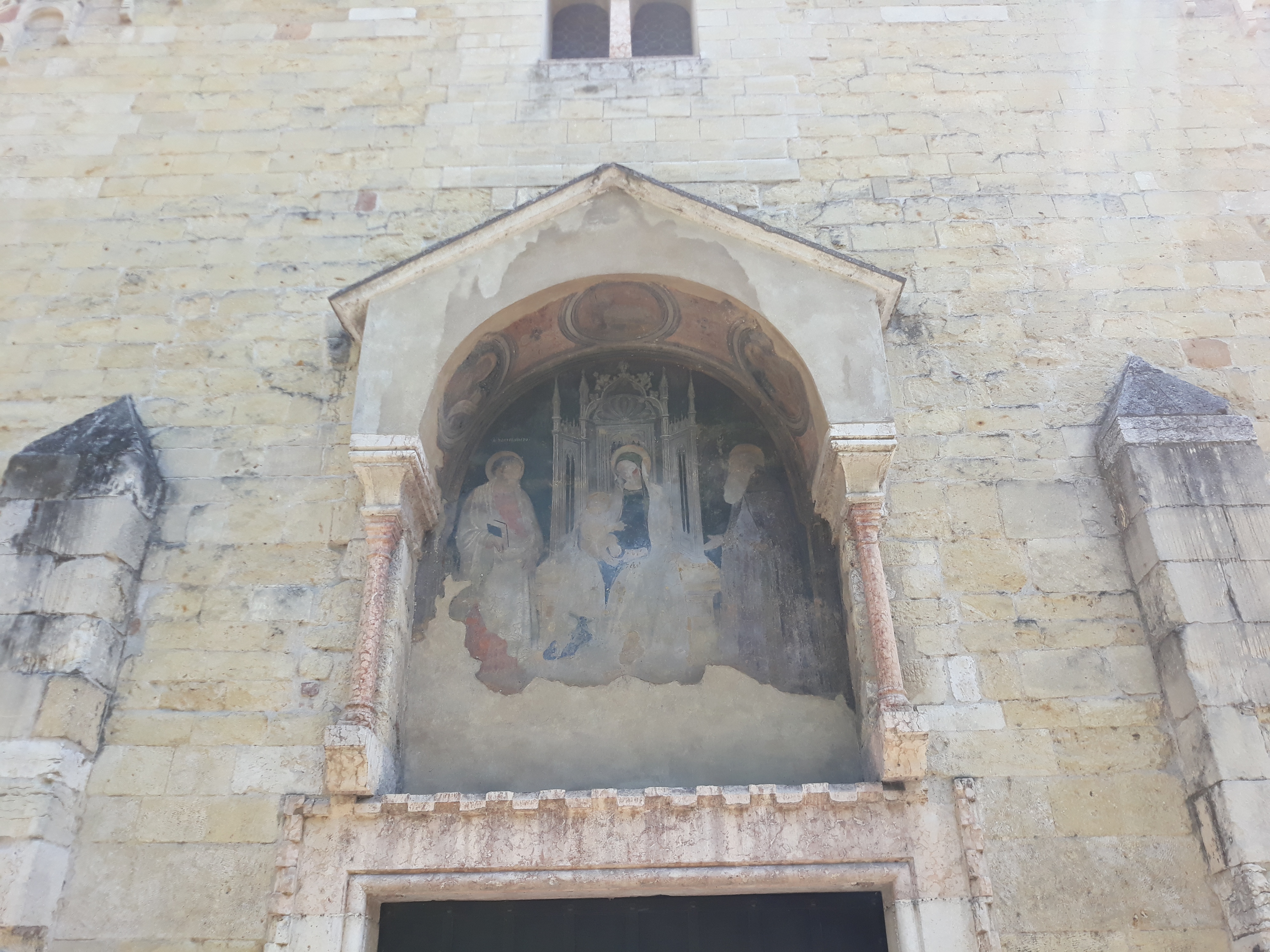
Particolare del protiro

I raggi solari incidenti sulla facciata raggiungono l'interno della chiesa attraverso due monofore romaniche che si aprono ai lati del portale in corrispondenza delle navate laterali e da una bifora in alto al centro sopra il protiro: queste aperture conservano ancora la primitiva illuminazione degli spazi interni, dove una luce fioca crea una spessa penombra e un ambiente dal sapore calmo. Il sottotetto è decorato da un pregevole fregio con archetti rampanti a dente di sega riparati da grandi lastre di pietra poste a protezione degli spioventi.
Restaurata nella seconda metà del Novecento con l'eliminazione delle aggiunte successive, la facciata oggi visibile risale al XIV secolo ovvero a quando si decise di allungare la chiesa di una campata inglobando il nartece, che quindi è andato perduto in favore del prospetto tuttora presente. A tal proposito Wart Arslan nota che “nel Trecento dunque, con un rispetto per l'antico di cui non abbiamo molti esempi, la chiesa fu prolungata, aggiungendosi un'ulteriore campata serbando il profilo della facciata più antica, riportando con cura sulla nuova costruzione il coronamento ad archetti”.

#### Absidi

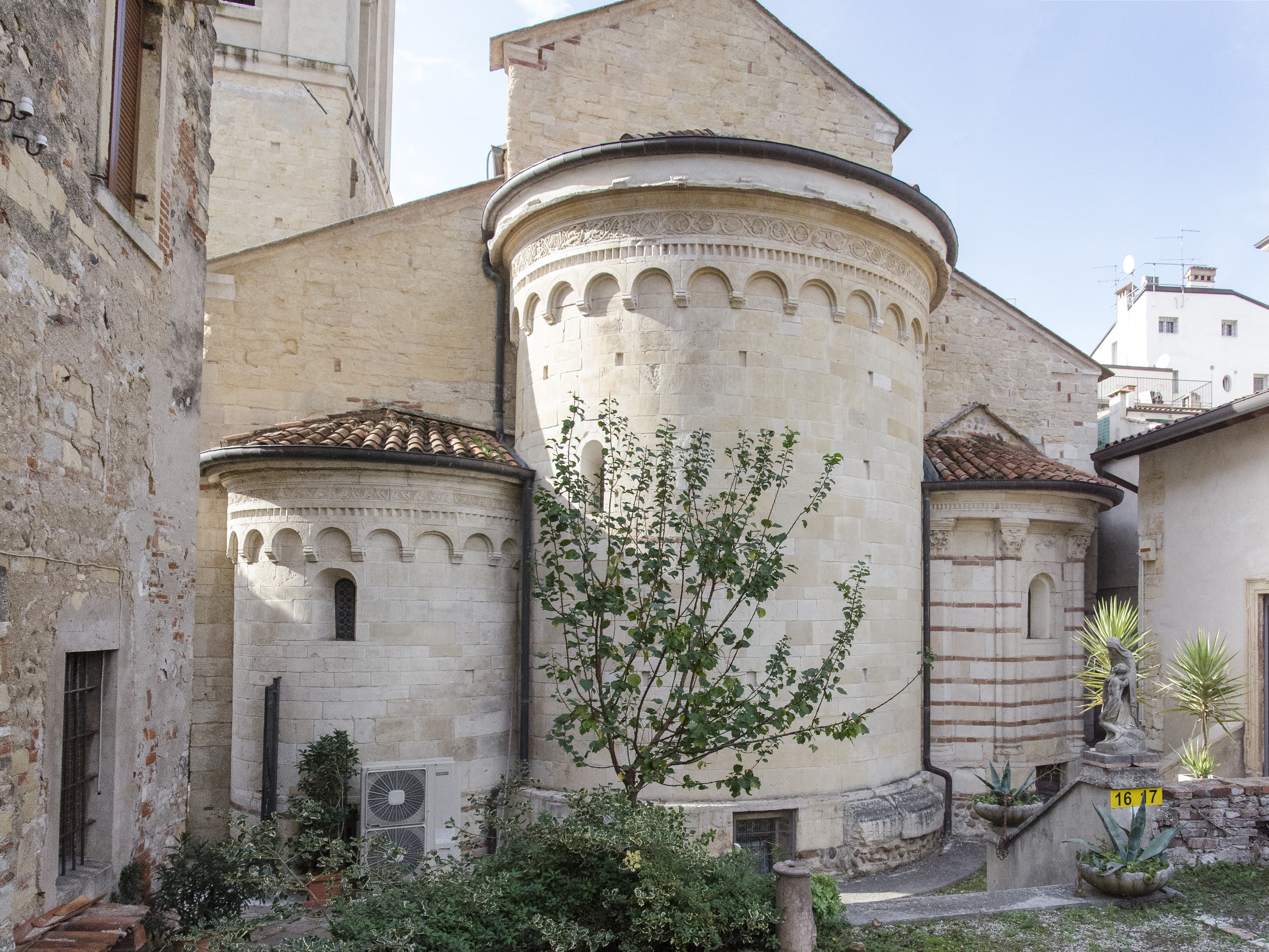
Le tre absidi della chiesa

La chiesa termina a oriente con tre absidi semicircolari poste in corrispondenza delle tre navate interne. Quella più a nord, in chiusura della navata di sinistra, si differenzia dalle altre per una realizzazione più complessa ed elegante, facendo supporre che questo "piccolo capolavoro dell'architettura veronese del 1120" sia la più antica tra le tre di qualche anno. Il suo muro è composto da un'alternanza orizzontale di grandi blocchi di tufo alternati a sottili filari di cotto, uno schema costruttivo che ricorda molto quello dell'abside della chiesa dei Santi Apostoli di Verona, mentre verticalmente è diviso da quattro lesene tutte terminanti con capitelli in stile corinzio che sembrano sorreggere un fregio "fortemente aggettante e sottolineato da un nastro a denti di sega". Tra i capitelli il più elaborato è il secondo (partendo dall'abside centrale) in cui sono rappresentati due leoni tra foglie di acanto.

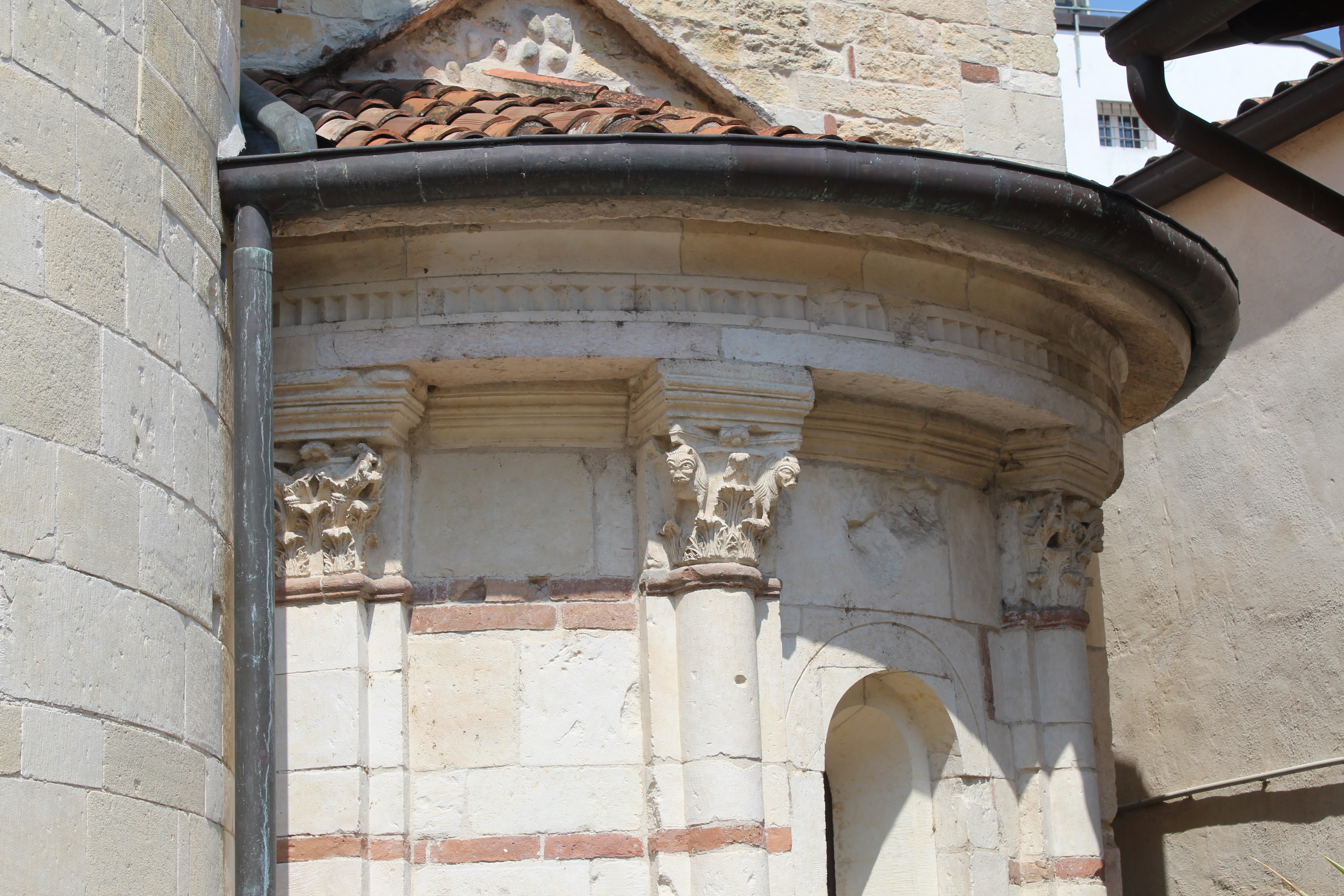
Particolare dell'abside a nord

Le altre due absidi, interamente realizzate in tufo, sono prive di lesene ma presentano un cornicione con archetti, a doppia ghiera, sormontati da un ornato a denti di sega e da un fregio finemente scolpito. Il fregio dell'abside centrale, in particolare, presenta alcune scene di caccia tra cui alcuni cani che inseguono una preda e un cacciatore intento a suonare il corno, il tutto inserito tra un intreccio di fiori e foglie striate, talvolta aperte in modo da lasciare intravedere un pistillo o una pigna: un motivo che si può riscontrare in altre architetture veronesi dello stesso periodo. Entrambe le absidi appartengono alla stessa fase costruttiva della chiesa.

#### Chiostro e campanile

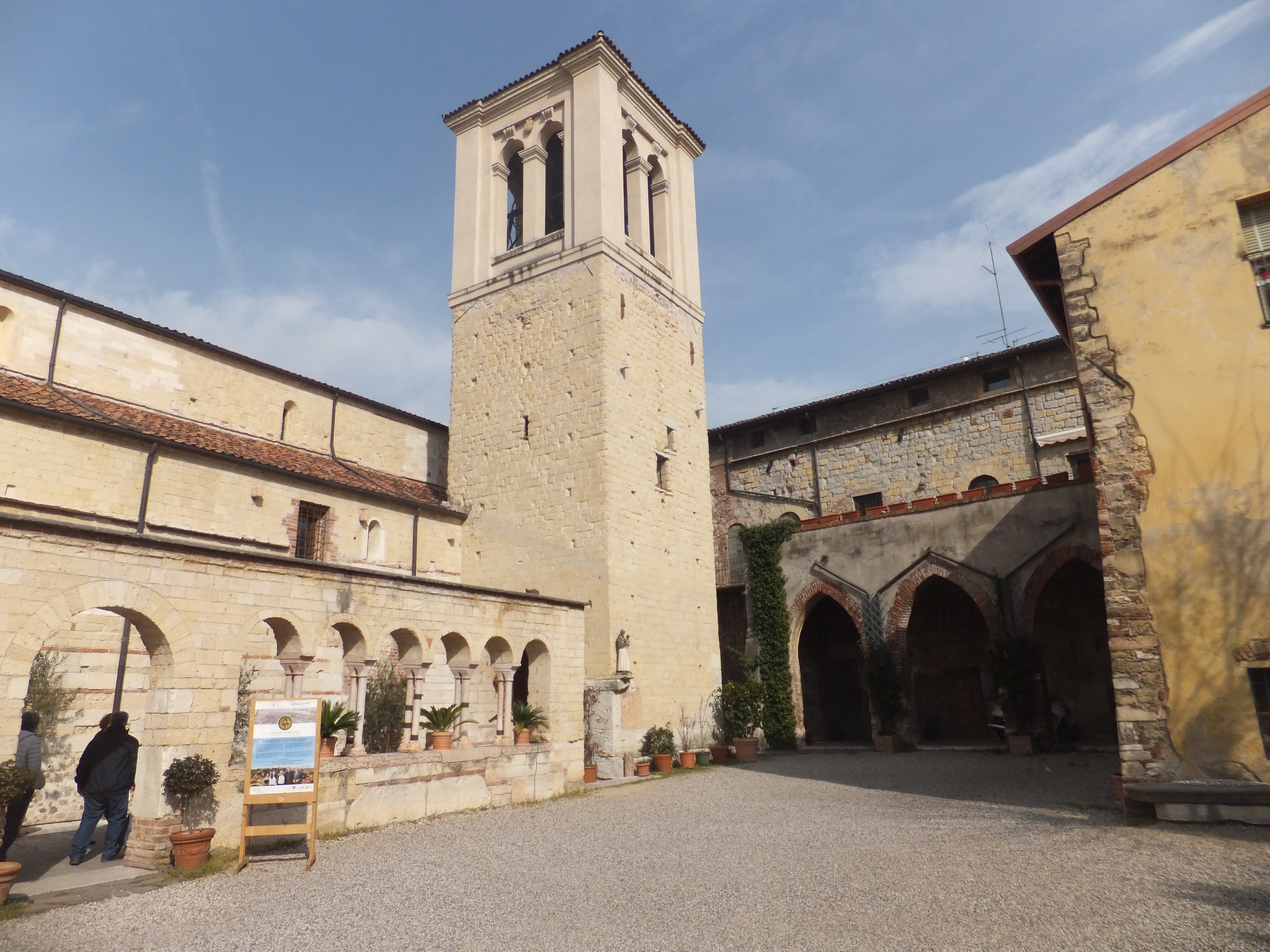
Parte dell'antico chiostro, il campanile e la canonica

Sul lato meridionale, addossato alla chiesa, si innalza un possente campanile a base quadrata, legato all'edificio basilicale per mezzo di possenti archi a tutto sesto che, per certi studiosi, ricordano i fornici del romano ponte Pietra. Al di là dei riferimenti che si possono trovare agli esemplari classici, sicuramente romane sono molte delle pietre di spoglio che sono state utilizzate per costruire la base del campanile stesso. La parte inferiore è in puro stile romanico, mentre la parte superiore con la cella campanaria, costituita da una bifora per lato, venne aggiunta più tardi, intorno al XVI secolo. La torre ospita cinque sonore campane accordate in scala musicale di Fa3 calante, fuse dalla ditta Cavadini nel 1846. La campana maggiore pesa 645 kg. L'insieme viene manovrato manualmente ancora oggi secondo la tecnica dei concerti di campane alla veronese. Il maestro campanaro Luigi Gardoni scrisse nell'atto di collaudo (contenuto nelle sue Memorie) che "tuti a Verona i discorarà del bel conzerto che a san Duan in Val i gà". Prima di queste vi erano due bronzi barocchi del fonditore Pisenti. Nota era la società campanaria dei maestri Gaspari e Ircamo.
Sempre a meridione sorgeva un ampio ed elegante chiostro di cui oggi rimangono solo alcuni resti. Formato da una serie di colonnine in marmo rosso binate con capitelli scantonati, originariamente si estendeva fino alle absidi della chiesa ed era interamente coperto. Oggi l'area dell'ex chiostro costituisce una piccola corte accessibile dalla strada pubblica attraverso un ampio cancello ferreo vicino al quale venne posta, intorno al XIV secolo, un'edicola che custodisce una statuina, strana per la sua deformità, raffigurante San Giovanni Battista. Nella corte si affaccia quella che fu la canonica ove una volta vivevano i chierici appartenenti alla collegiata. Lo stile con cui è stata costruita fa pensare che sia opera dello stesso architetto della chiesa e che quindi risalga anch'essa al 1120, si può quindi concludere che sia uno degli edifici abitativi più antichi che si possono trovare a Verona; altro esempio simile è nelle vicinanze della chiesa di San Procolo. Davanti vi è un porticato, certamente più tardo, costituito da archi a sesto acuto

### Interno

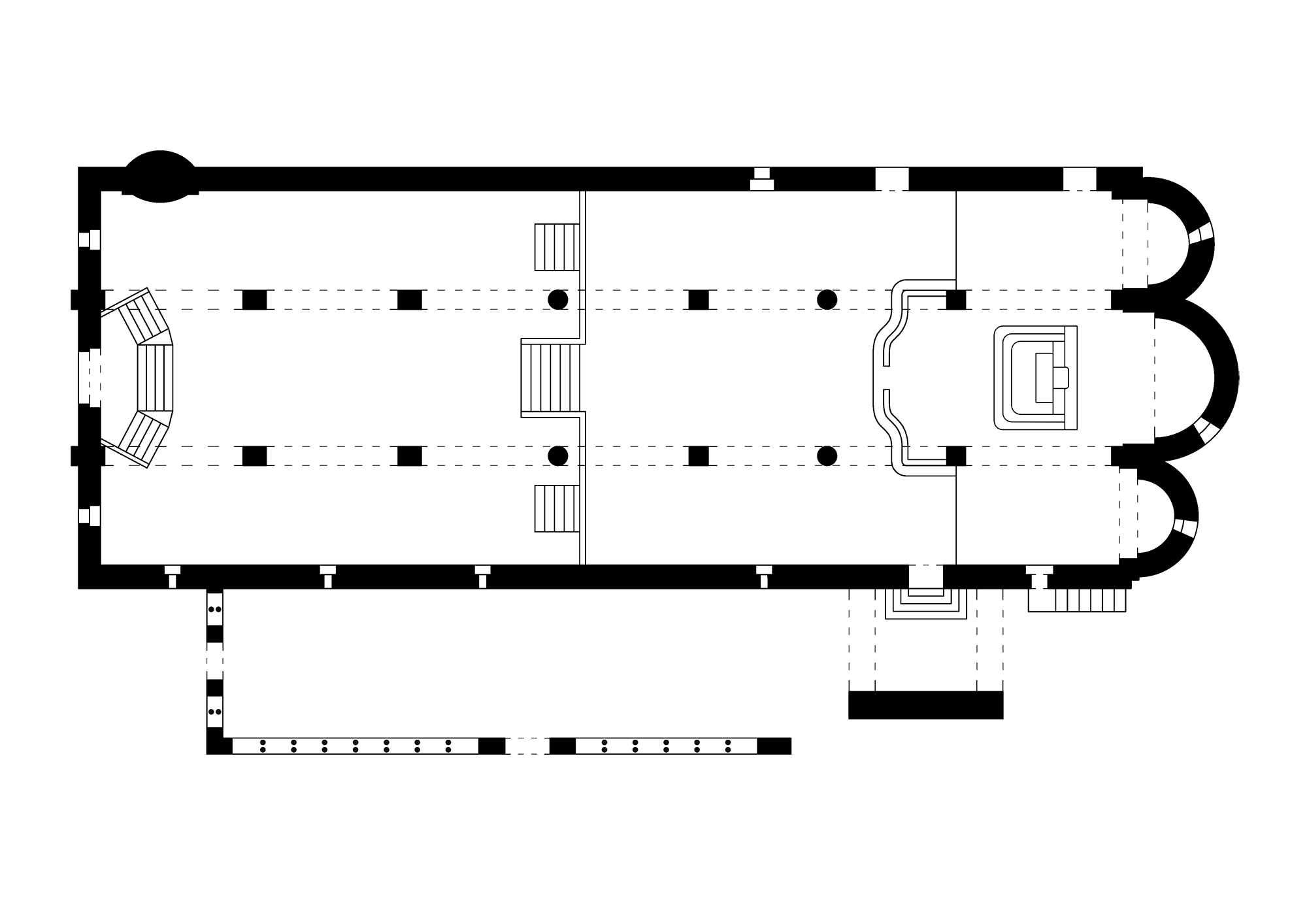
Pianta della chiesa

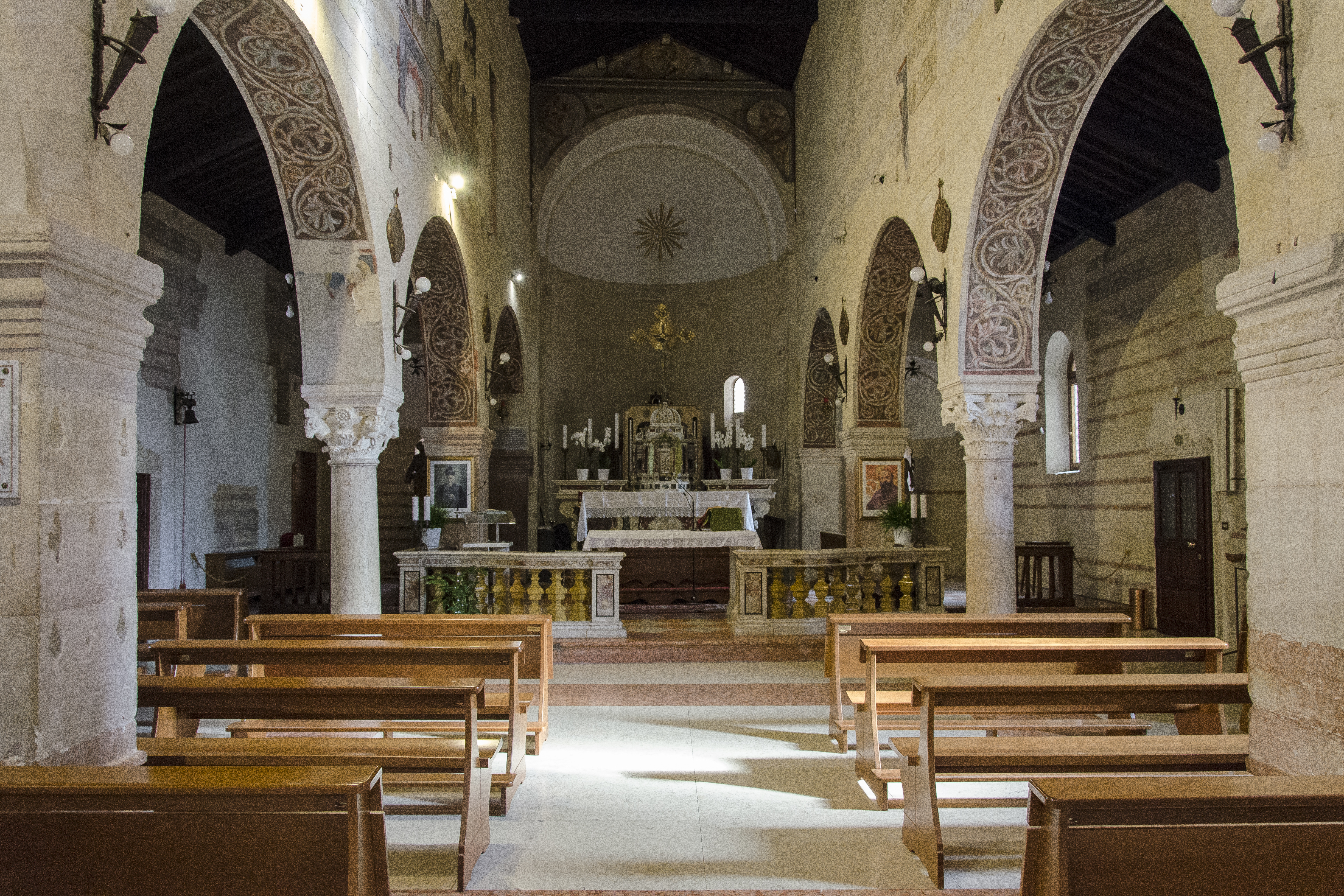
Interno della chiesa

L'interno della chiesa, a pianta basilicale a tre navate senza transetto, è coperto da capriate lignee ed è più bassa rispetto al livello stradale di cinque gradini (circa un metro). Il pavimento in cotto non è quello originale ma risale al XIX secolo. Lo spazio interno si sviluppa su tre livelli: dalla navata si accede al presbiterio posto superiormente attraverso un'ampia scalinata collocata lungo l'asse centrale a circa metà chiesa, mentre due scale più piccole, poste in continuazione delle navate minori e coperte da una volta a botte, permettono di accedere alla cripta inferiore; un tale schema è riscontrabile in altre chiese romaniche della provincia di Verona come Santo Stefano, San Severo, San Zeno e nell'Abbazia di Villanova.

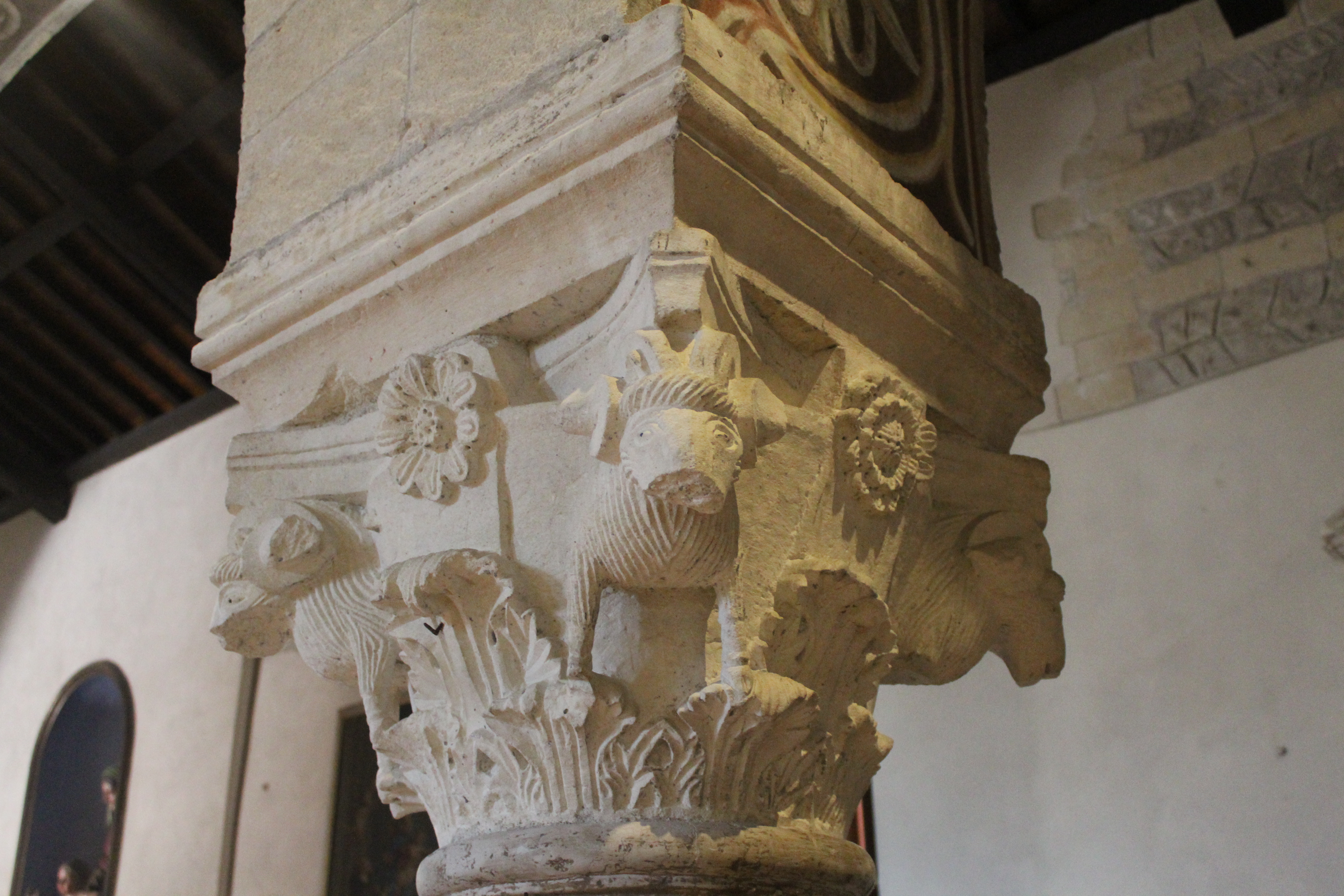
Capitello finemente scolpito della chiesa

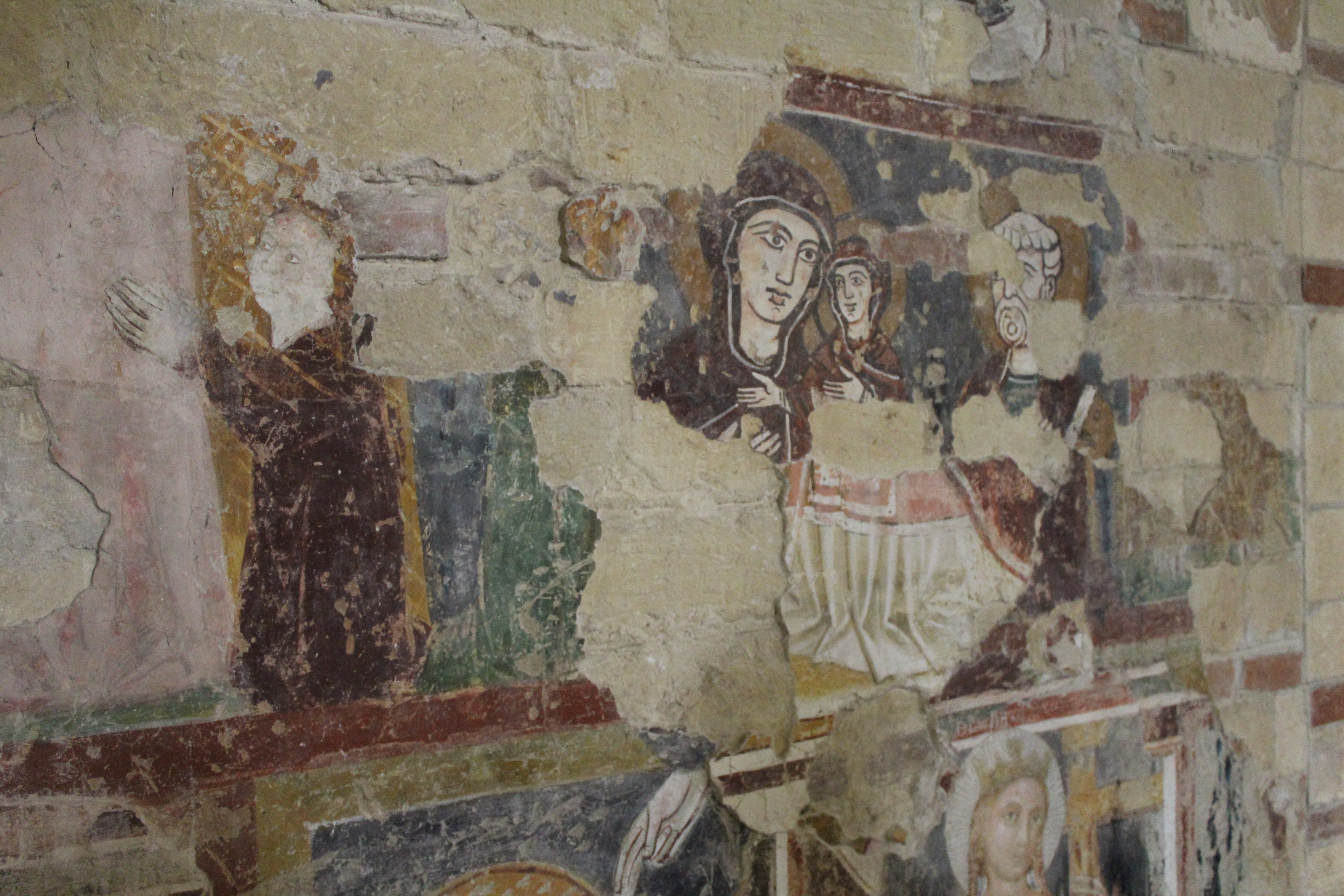
Resti di affreschi sul lato meridionale

Appena entrati nella chiesa, sulla sinistra, vi è, in una nicchia nel muro, una fonte battesimale ottagonale in marmo, la cui realizzazione può essere collocata posteriormente di alcuni secoli alla costruzione della chiesa. Le due navate laterali sono separate da quella centrale attraverso due file parallele di archi a tutto sesto sorretti da un alternarsi regolare, a partire dalla seconda coppia, di colonne e pilastri a base quadrata. tutte dotate di capitello finemente scolpito. Tra questi ve ne è uno caratterizzato dalla rappresentazione, agli angoli, di teste di ariete che ricordano le stesse decorazioni presenti nel capitello che si trova sul muro esterno dell'abside di sinistra facendo presupporre la mano dello stesso autore identificato nel lapicida Pelegrinus, autore di altre opere a Verona. Alle pareti si trovano alcuni lacerti di affreschi di epoche diverse, tra questi si possono riconoscere un probabile Sant'Antonio abate, San Giorgio e il drago con altri due santi, alcuni affreschi sovrapposti risalenti al XII e al XIV secolo raffiguranti Sacra famiglia, san Francesco, sant'Elena, una trascrizione di un'iscrizione in cui si ricorsa che la chiesa venne decorata nel 1184 per opera di un certo Beaguinus.
Il presbiterio è delimitato da una balaustra marmorea e accoglie l'altare maggiore barocco. Nell'abside maggiore della chiesa, dietro l'altare, si trova l'organo a canne, fabbricato nel 1993 da Bartolomeo Formentelli. A trasmissione integralmente meccanica, ha 19 registri e consolle con due tastiere di 54 note ciascuna e una pedaliera di 27 note. Questo ha sostituito il precedente realizzato nel 1960 da Felice Corrà di Brenzone sul Garda dotato di 1 manuale di 54 tasti e una pedaliera di 25 tasti.

#### Cripta

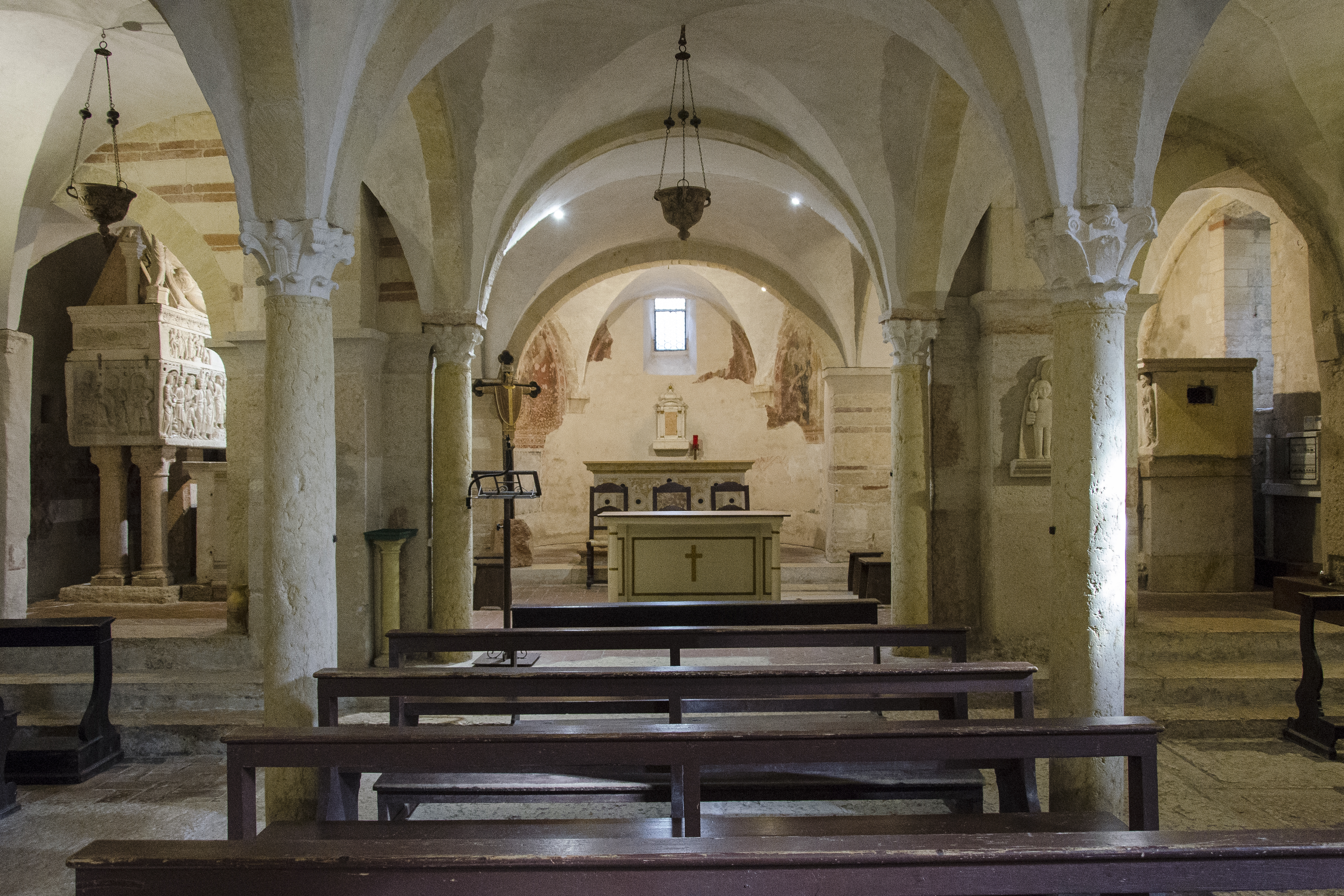
La cripta

Attraverso due scale, poste alla destra e alla sinistra del presbiterio, si raggiunge la cripta che faceva parte della chiesa primitiva. L'aula, strutturata su tre navate, si suddivide in uno spazio anteriore, probabilmente il più antico e risalente forse al IX secolo, ricoperto da tre volte a crociera sorrette da colonne, e in una parte posteriore presumibilmente coeva alla costruzione della chiesa superiore e anch'essa ricoperta da volte a crociera sostenute da ampi pilastri, quasi tutti dotati di un elegante abaco. A oriente la cripta si conclude con tre absidi, realizzate in semplice muratura disadorna, poste in prosecuzione delle tre navate; i catini di sinistra e centrale risultano decorati da affreschi di cui rimangono solo alcune tracce consumate dal tempo e dall'umidità; in particolare si riesce a distinguere le raffigurazioni di Madonna e Santi, di un'Annunciazione e Visita dei Magi. In fondo alla navata mediana si trova l'altare cinquecentesco in marmi policromi.
In corrispondenza dell'abside di destra e di sinistra sono posti due sarcofaghi, provenienti con molta probabilità dal cimitero pagano e poi cristiano qui esistente e su cui si costruì la chiesa. Si ritene che quello a sinistra risalga al IV secolo ed è detto "dei Santi Simone e Giuda" poiché la tradizione vuole che qui siano conservate le reliquie degli apostoli Simone il Cananeo e Giuda Taddeo, mentre quello di destra, di probabile origine pagana, è precedente e forse collocabile III secolo.

##### Sarcofago del IV secolo (di sinistra)

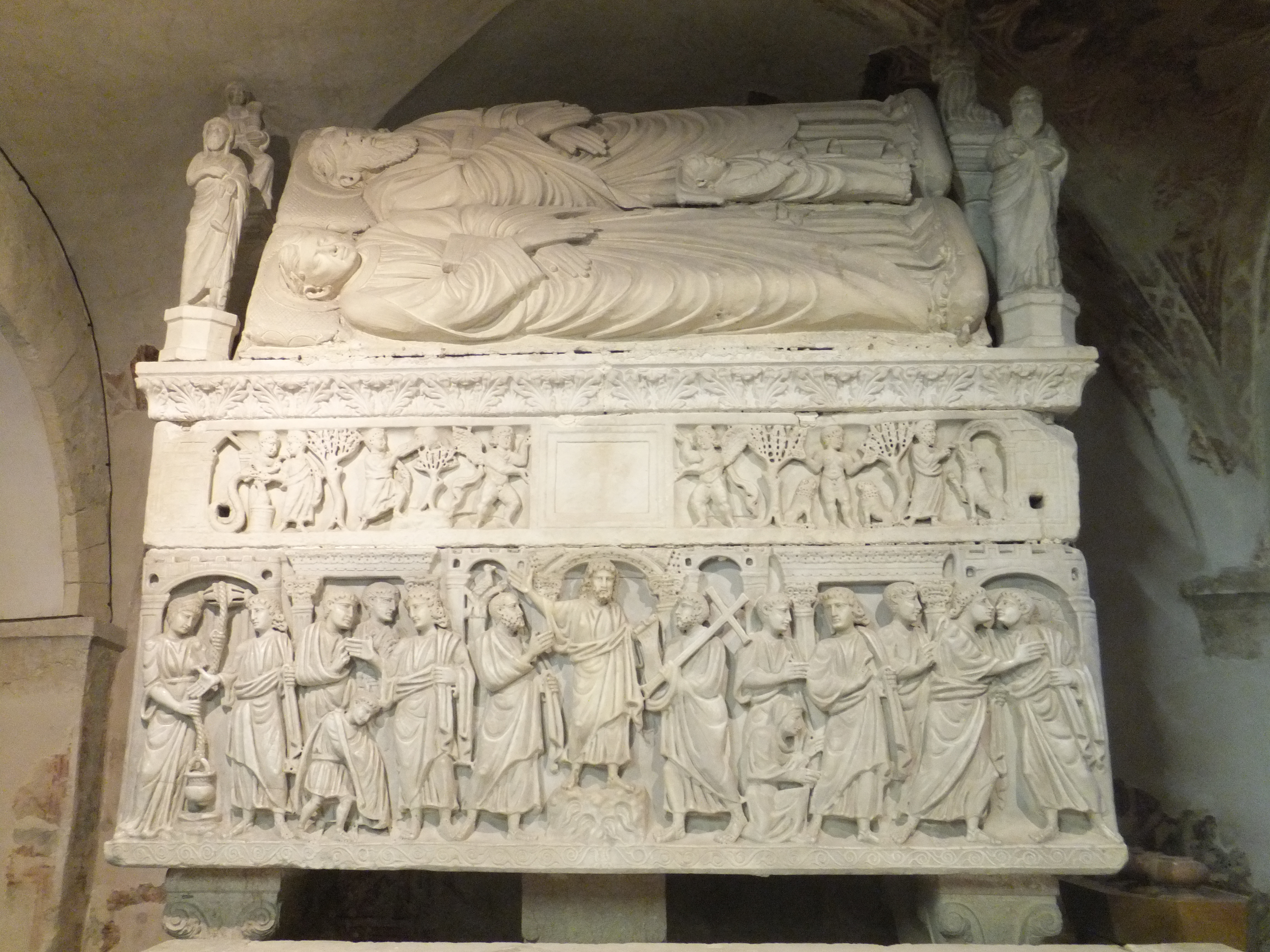
Sarcofago del IV secolo

Alla sinistra dell'altare maggiore, eretto su quattro colonne, vi è un sarcofago paleocristiano la cui realizzazione può essere fatta risalire al IV secolo circa; mirabile per la sua eleganza e il realismo delle figure. Conosciuto anche come "sarcofago dei Santi Simone e Giuda", si presenta interamente scolpito su tre lati, poiché inizialmente venne realizzato per essere appeso a un muro. Sul lato frontale la decorazione si divide in due ordini sovrapposti in cui sono rappresentate delle scene, a volte divise da elementi architettonici di sfondo ("a muro di città"), a volte senza soluzione di continuità, uno stile utilizzato spesso nell'arte romana per rappresentare una narrazione: altri esempi illustri possono essere la colonna Traiana e quella Aureliana.

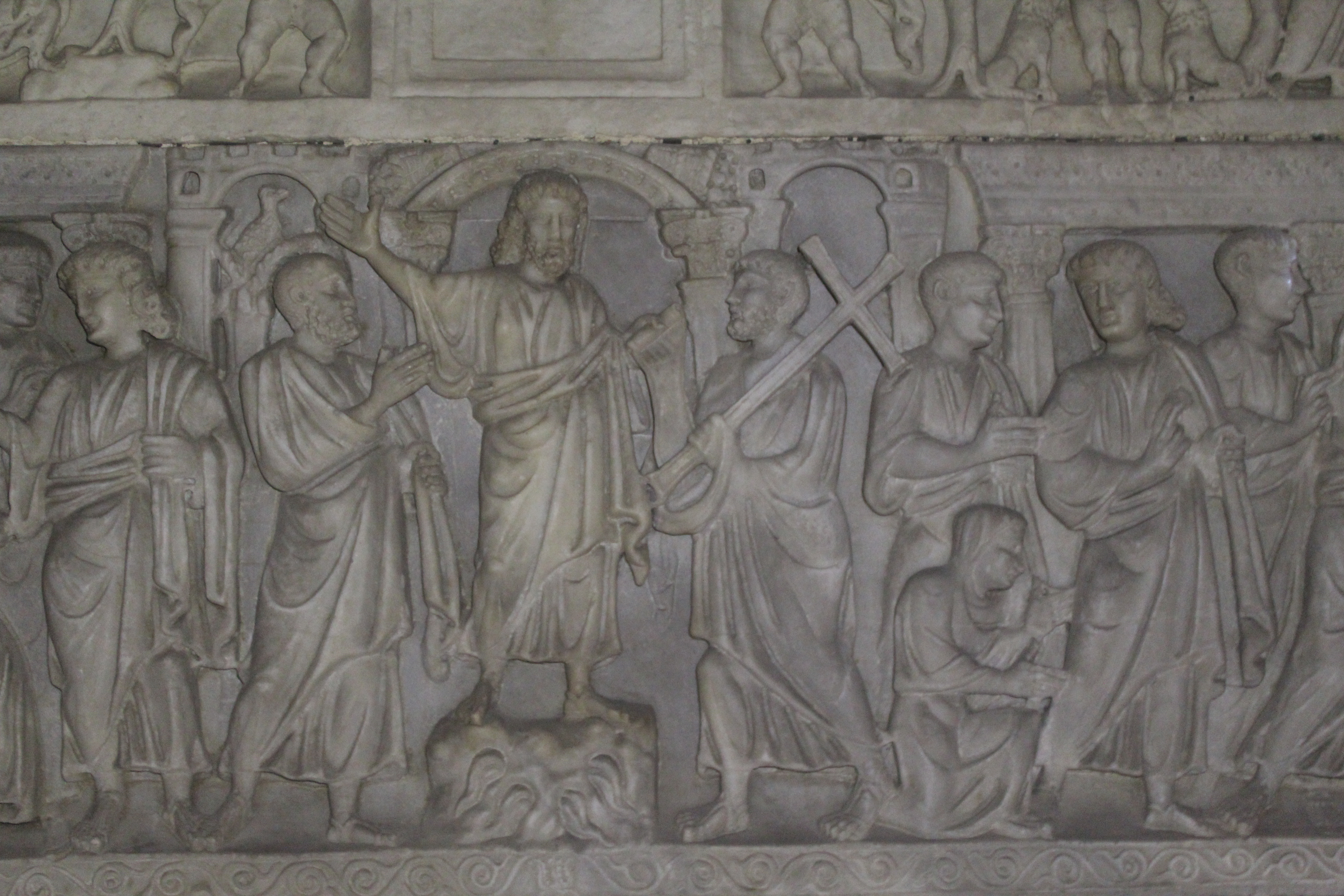
Particolare della narrazione del Nuova Testamento

Nell'ordine superiore, attorno al cartiglio sorretto da due angeli, sono rappresentati fatti dell'Antico Testamento divisi da alberi scolpiti, da sinistra: il profeta Daniele e il serpente, Mosè che riceve i Dieci comandamenti, Daniele nella fossa dei leoni, un profeta (forse Geremia o Tobia o Isaia) presso una porta con un cane. Nell'ordine inferiore vi sono invece narrate delle storie dal Nuovo Testamento, sempre da sinistra: Gesù, raffigurato in modo apollineo ed imberbe, e la Samaritana, Gesù con il centurione di Cafarnao che gli chiede la grazia. Al centro è raffigurata la seconda venuta del Cristo, qui raffigurato adulto e barbuto, con in mano il rotolo e poggiante sulla roccia da cui sorgano i ruscelli del Paradiso Terrestre con accanto San Pietro  che ha sul retro il gallo del tradimento e un santo con la croce in spalla (forse san Paolo). Nel registro destro proseguono le scene evangeliche: la donna che tocca di nascosto le vesti di Gesù e il bacio di Giuda a Cristo. Sul fianco di destra, invece, vi è la rappresentazione di Adamo ed Eva con il serpente attorcigliato attorno all'albero del Paradiso, mentre sul fianco opposto sono scolpiti Caino e Abele (o secondo una diversa interpretazione Giuseppe e i suoi fratelli). Ai quattro angolo del sarcofago si innalzano altrettante piccole statue in cui alcuni critici hanno identificato la possibile raffigurazione degli apostoli Simone e Giuda in abito monastico e di due donne che rappresentano due virtù.

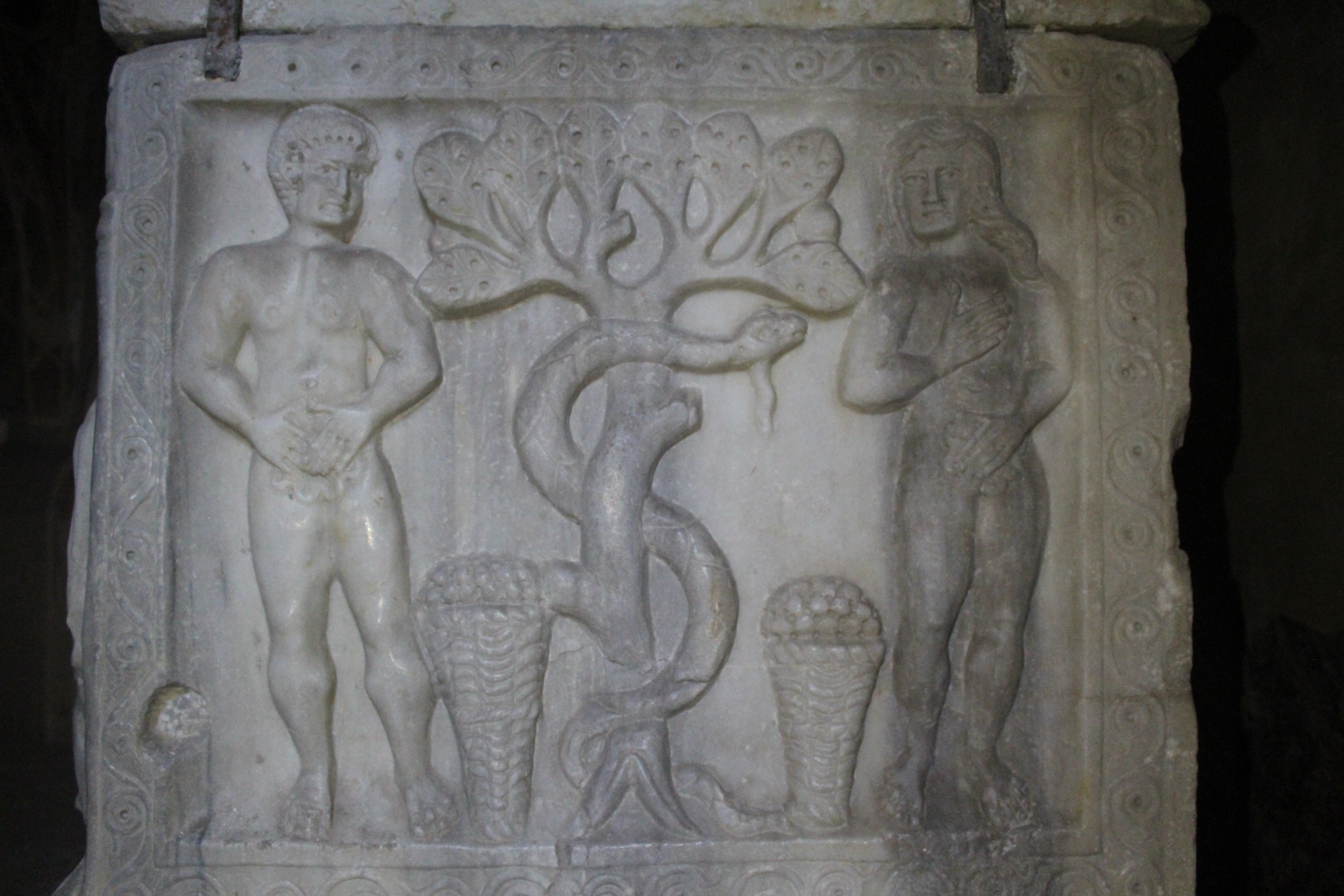
Particolare della scena di Adamo ed Eva

Il coperchio del sarcofago non è quello originale, che doveva avere una forma piatta. L'attuale, a spiovente con raffigurati i Santi Simone e Giuda con in mezzo il discepolo Saturnino coricati in una rigida postura, venne collocato nel 1395 quando avvenne il presunto ritrovamento delle reliquie dei due santi. A proposito di questo evento il conte Ludovico Moscardo (1611-1681), storico e naturalista, nella sua Historia Di Verona (1668) ebbe a dire “In questo medesimo tempo nella Chiesa i San Giovanni in Valle furono ritrovati i S. Corpi de' S.S. Simone e Tadeo Apostoli, chiusi in un'arca di marmo, che da alcune lettere sopra intagliate si conobbero essere di quelli gloriosissimi Santi, quali furono devotamente visitati da tutto il popolo veronese, e poco dopo d'ordine pubblico vi furono intagliate nella stessa Arca alcune figure e gli nomi de' Santi". Aggiunte successive furono anche la cornice e i due "ornati laterali" che "per finezza di lavoro e per tecnica si possono riportare al I o al II secolo dell'Impero".

##### Sarcofago del III secolo (di destra)

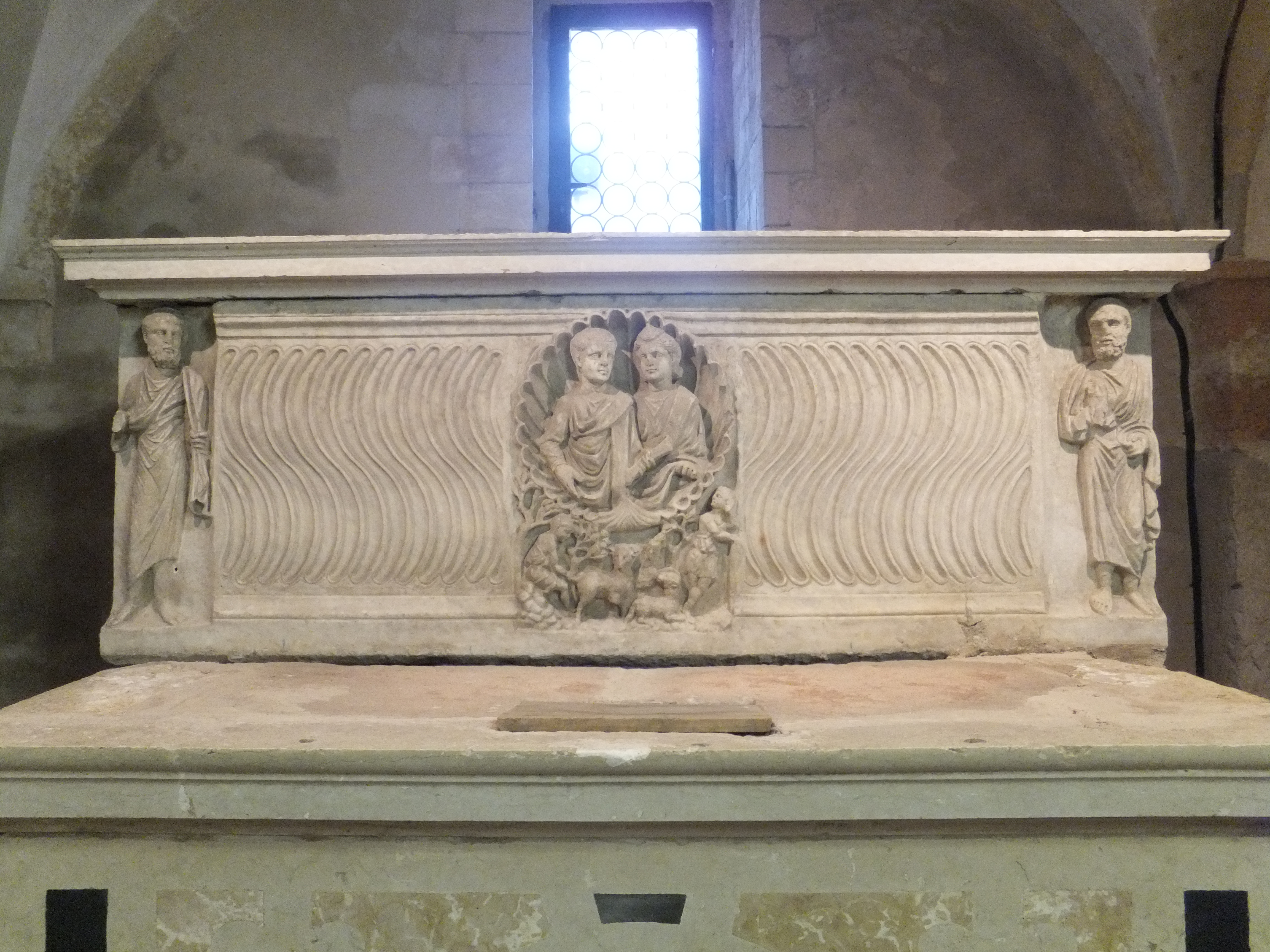
Sarcofago del III secolo

A destra dell'altare vi è invece un sarcofago la cui realizzazione è stata collocata, osservandone lo stile, nel III secolo (o secondo altri addirittura al II secolo), facendo così supporre che inizialmente fosse pagano. Realizzato in marmo pario, presenta sul lato fronte una vasta strigilatura, ossia ampie scanalature ondulate, un elemento tipico dei sarcofaghi romani del III e IV secolo. Al centro le strigilature si interrompono per lasciare il posto a una conchiglia in cui sono inseriti i busti di due coniugi che si guardano vicendevolmente: il ritratto del marito, indossante tunica e palio, appare con spiccato realismo, mentre in quello della moglie spiccano i capelli pettinati in trecce secondo l'usanza dell'epoca. Sotto le due figure vi è scolpita una scena pastorale composta da alcune pecore tra pastori e alberelli. Uno dei due pastorelli è rappresentato seduto nell'atto di porgere qualcosa a una pecora vicina mentre l'altro appare poggiato a un bastone con aria pensierosa.
Agli angoli sono presenti due figure togate rappresentanti originariamente dei filosofi e successivamente modificate per raffigurare San Pietro con le chiavi e San Paolo che imbraccia una spada. Il coperchio è di fattezza recente. La tradizione vuole che all'interno siano conservate alcune reliquie dei Santissimi Innocenti.